# Dubbelstrengs RNA-virus
Een dubbelstrengs RNA-virus of dubbelstrengig RNA-virus, waarvoor ook wel de afkorting dsRNA-virus wordt gebruikt, is een RNA-virus dat als genetisch materiaal twee strengen ribonucleïnezuur (RNA) gebruikt. Dit is in tegenstelling tot de groepen negatief enkelstrengs RNA-virussen en positieve enkelstrengs RNA-virussen die uit één streng RNA bestaan. Dubbelstrengige RNA-virussen vormen groep III binnen de baltimoreclassificatie.
Deze groep RNA-virussen is in staat om een groot aantal verschillende gastheren binnen te treden, waaronder dieren, planten, schimmels en bacteriën. Virussen die tot deze groep behoren zijn onder andere het rotavirus, wereldwijd bekend als de gebruikelijke veroorzaker van gastroenteritis bij jonge kinderen. Een ander virus uit deze groep is het blauwtongvirus, een schadelijk pathogeen dat vooral bij schapen voorkomt.
In de jaren 10 van de 21ste eeuw nam de kennis over onder andere deze virussen sterk toe. Zo is er meer bekend over cytopathogene effecten en virale pathogenese, waardoor betere antivirale strategieën en antivirale vaccins kunnen worden ontwikkeld.